# أندرياس شرايبر
أندرياس شرايبر (بالإنجليزية: Andreas Schreiber)‏ مواليد 21 يوليو 1987 في سانتا كروز، هو لاعب كرة سلة أمريكي. بدأ مسيرته الاحترافية في سنة 2011. يبلغ طوله 6 قدم 10 بوصة (2.1 م). لعب كرة السلة الجامعية في جامعة بنسيلفانيا.

## المسيرة الاحترافية
لعب مع سوندسفال في سنة 2012، ثم لعب مع بليموث رايدرز في سنة 2013، ثم لعب مع وستر وولفز في موسم 2013–2014.

## روابط خارجية
- أندرياس شرايبر على موقع كرة السلة الأوروبية.كوم (الإنجليزية)
- أندرياس شرايبر على موقع كلية كرة السلة في سبورتس رفرنس.كوم (الإنجليزية)
- أندرياس شرايبر على موقع بروبوليرز (الإنجليزية)